# 布萊奧訥河
布萊奧訥河（法語：Bléone，法語發音：[bleɔn]）是法国普罗旺斯-阿尔卑斯-蓝色海岸大区上普罗旺斯阿尔卑斯省的河流，位於該國東南部，河道全長69.5公里，流域面積906平方公里，發源自普拉兹-上布莱奥讷，河口處在阿尔努堡-圣欧邦和莱梅之間。

## 外部連結
- http://www.geoportail.fr （页面存档备份，存于）
- Sandre数据库中的布萊奧訥河